# رولا سرحان
رولا سرحان (1978- ) صحفية وشاعرة فلسطينية، وباحثة في المجلس التشريعي الفلسطيني، ولدت في بيروت، أسست صحيفة «الحدث» الفلسطينية.

## حياتها
ولدت في بيروت لعائلة لاجئة من قرية التينة الواقعة في الجنوب الغربي لمدنية الرملة المحتلة في العام 1948، إلتحق والدها في سن مبكرة بمنظمة التحرير الفلسطينية وانتقلت من بيروت إلى تونس حيث حصّلت دراستها الابتدائية والإعدادية، ثم إلى عمان، حيث أنهت دراستها الثانوية. عادت إلى رام الله ودرست الأدب الإنكليزي في جامعة بيرزيت. وخلال دراستها بدأت بالعمل في المجال الإذاعي كمعدة ومقدمة للبرامج في العام 1998، حتى انتقالها إلى العمل في المجلس التشريعي الفلسطيني في العام 2004، حيث ترأست دائرة الإصدارات الإعلامية العربية وترأس تحرير مجلة المجلس التشريعي. لتعمل بعدها كمديرة للإعلام والعلاقات العامة في لجنة الانتخابات المركزية خلال فترة الانتخابات التشريعية والرئاسية الفلسطينية من عام 2004-2007. وحظيت في وقت لاحق بعضوية مجلس إدارة في صحيفة الحياة الجديدة الفلسطينية، وكتبت فيها زاوية أسبوعية بعنوان «تاء مربوطة».
نالت عام 2006 شهادة الماجستير من معهد إبراهيم ابو لغد للدراسات الدولية، حيث قدمت بحثا بعنوان: «نصوص اتفاقيات أوسلو وفشل التطبيق 1993-2000». عملت حتى عام 2013 مديرةً للعلاقات العامة في صندوق الاستثمار الفلسطيني وقدمت استشارات إعلامية لعدد من مؤسسات القطاع الخاص الفلسطيني.
أسست عام 2013 صحيفة الحدث، التي بدأت صحيفة أسبوعية اقتصادية اجتماعية ثقافية، ثم تحولت إلى موقع إخباري وإعلامي على الشبكة يصدر كل شهر عددا مطبوعا.

## المؤلفات الأدبية
- الأول: حراً على آخرك" (بيروت: المؤسسة العربية للدراسات والنشر، 2013).
- الآخر: «السِّوى» (عمان: الدار الأهلية للنشر، 2017)[3]

## روابط خارجية
- موقع صحيفة الحدث